# Julien De Sart
Julien De Sart (* 23. Dezember 1994 in Waremme) ist ein belgischer Fußballspieler. Er steht seit Sommer 2024 beim katarischen Erstligisten al-Rayyan SC unter Vertrag. De Sart ist ehemaliger Nachwuchsnationalspieler seines Landes, und seine bevorzugte Position ist das defensive Mittelfeld.

## Karriere

### Verein

#### Anfänge bei Standard Lüttich
De Sart begann seine Karriere bei Standard Lüttich, wo er sein Debüt für die erste Mannschaft am 22. August 2013 im Europa-League-Qualifikationsspiel gegen den belarussischen Verein FK Minsk gab. Zu seinem ersten Einsatz in der 1. Division kam er am 25. August, als er im Spiel gegen RAEC Mons kurz nach Anpfiff der zweiten Halbzeit eingewechselt wurde. Wenige Minuten vor Spielende wurde De Sart jedoch mit einer gelb-roten Karte wieder des Platzes verwiesen. Sein erstes Tor gelang ihm am 24. November im Rückspiel gegen RAEC Mons. Durch den Treffer zum 1:0-Sieg gegen das Tabellenschlusslicht verteidigte Standard seine Führungsposition in der Liga. In der Rückrunde entwickelte sich De Sart zum Stammspieler im defensiven Mittelfeld Standard Lüttichs. Mit seiner Mannschaft wurde er Tabellenerster der regulären Saison 2013/14, belegte in den anschließenden Meisterschafts-Playoffs jedoch den zweiten Platz hinter dem RSC Anderlecht. In der folgenden Saison 2014/15 kam De Sart zu 29 Ligaeinsätzen und erreichte mit Standard durch einen vierten Platz die Teilnahme an der Europa-League-Qualifikation.

#### Wechsel nach England
Im Februar 2016 wechselte De Sart nach zweieinhalb Spielzeiten mit 62 Ligaeinsätzen und drei Toren für Standard zum damaligen englischen Zweitligisten FC Middlesbrough, wo er einen Vertrag über dreieinhalb Jahre unterschrieb. Mit Middlesbrough stieg er in der Rückrunde in die Premier League auf, De Sart kam dabei jedoch nur zweimal als Einwechselspieler zu einem Kurzeinsatz. Zu Beginn der Saison 2016/17 kam er im EFL Cup zu seinem dritten Einsatz für Middlesbrough, als er in der zweiten Runde beim 1:2 nach Verlängerung gegen den FC Fulham über die gesamte Spielzeit auf dem Platz stand. De Sart erzielte dabei ein Eigentor zum 1:1-Ausgleich für Fulham. In der Hinrunde der Premier-League-Saison 2016/17 wurde er anschließend kein einziges Mal eingesetzt. Folglich wurde zu Jahresbeginn 2017 ein Leihgeschäft für ein halbes Jahr mit dem Zweitligisten Derby County vereinbart. De Sart kam für die Rams bis März unter Trainer Steve McClaren zu neun Ligaeinsätzen und erzielte beim 3:4 gegen Cardiff City sein erstes Tor im englischen Fußball. Nach der Entlassung McClarens wurde er vom neuen Trainer Gary Rowett im Saisonfinale, das für Derby County mit einer Mittelfeldplatzierung endete, nicht mehr berücksichtigt. Für die anschließende Saison 2017/18 wurde De Sart erneut verliehen und kehrte dafür nach Belgien zum Erstligisten SV Zulte Waregem zurück. Beim westflämischen Verein wurde er auf Anhieb Stammspieler und erreichte mit seiner Mannschaft das Entscheidungsspiel um die Teilnahme an der Europa-League-Qualifikation, welches 0:2 gegen den KRC Genk verloren ging. Trotzdem wurde die Kaufoption nach Ablauf der Leihe nicht gezogen.

#### Rückkehr nach Belgien
Kurz nach der Rückkehr aus Waregem verließ De Sart den FC Middlesbrough endgültig, nachdem er in zwei Jahren nur zu drei Einsätzen für den Verein gekommen war. Er kehrte fest nach Belgien zurück und schloss sich mit dem KV Kortrijk dem Lokalrivalen Zulte Waregems an. Auch bei Kortrijk konnte sich De Sart schnell etablieren und erzielte in seiner ersten Saison 2018/19 in 31 Spielen fünf Tore, davon eines beim 5:0-Sieg gegen Zulte Waregem. De Sart zog mit Kortrijk diesmal bis ins Halbfinale der Playoffs für die Europa-League-Qualifikation ein. Auch in den folgenden beiden Saisonen blieb er Stammspieler bei Kortrijk, während der Klub stets gegen den Abstieg spielte.
Zur Saison 2021/22 wechselt Julien De Sart ablösefrei von Kortrijk zum Ligarivalen KAA Gent. In seiner ersten Saison bestritt er für Gent 35 von 40 möglichen Ligaspielen, in denen er fünf Tore schoss, fünf Pokalspiele mit zwei Toren und 12 Tore in der Conference League einschließlich Qualifikation mit einem Tor. Mitte März 2023 wurde sein bis dahin im Sommer 2024 endender Vertrag bis zum Ende der Saison 2025/26 verlängert. In der Saison 2022/23 waren es 27 von 40 möglichen Ligaspielen mit zwei geschossenen Toren, drei Pokalspiele und neun Spiele in der Conference League. Dabei fehlte er von Saisonbeginn bis Anfang Oktober 2022 infolge eines Adduktorenabrisses. In der nächsten Saison waren es 39 von 41 möglichen Ligaspielen, in denen er fünf Tore schoss, zwei Pokalspiele und elf Spiele im Europapokal mit zwei geschossenen Toren.

#### Wechsel nach Katar
Im Sommer 2024 wechselte De Sart zu al-Rayyan SC.

### In der Nationalmannschaft
De Sart durchlief von der U-16 an diverse belgische Jugendnationalmannschaften. Für die U-21-Mannschaft stand er zehn Mal auf dem Platz und erzielte dabei ein Tor.

## Erfolge
- Belgischer Pokalsieger: 2022

## Persönliches
De Sart ist Sohn des ehemaligen belgischen Fußballnationalspielers und langjährigen Trainers der belgischen U21-Nationalmannschaft Jean-François De Sart. Während De Sarts Anfangszeit bei Standard Lüttich war sein Vater Sportdirektor des Vereins. Zudem fungiert er als Manager seines Sohnes. Julien De Sarts Bruder Alexis (* 1996) ist ebenfalls Fußballprofi. Er spielte in der Hinrunde der Saison 2015/16 ebenfalls für Standard Lüttich und wurde in seinem ersten Profispiel in der Europa-League-Qualifikation gegen FK Željezničar Sarajevo für Julien eingewechselt. Dies war das einzige Spiel, in dem beide Brüder für Standard auf dem Platz standen. Seit Juliens Rückkehr nach Belgien trafen die Brüder mit ihren Mannschaften mehrfach aufeinander. Alexis spielte seitdem bei den Ligarivalen VV St. Truiden, Royal Antwerpen und Oud-Heverlee Löwen sowie beim Zweitdivisionär RWD Molenbeek.
Im August 2019 wurde De Sart erstmals Vater.